# Monte Carlo (kommun)
Monte Carlo är en kommun i Brasilien.   Den ligger i delstaten Santa Catarina, i den södra delen av landet, 1 300 km söder om huvudstaden Brasília. Antalet invånare är 9 312.
I omgivningarna runt Monte Carlo växer huvudsakligen savannskog. Runt Monte Carlo är det glesbefolkat, med 9 invånare per kvadratkilometer.